# Mongar körzet
Mongar  egyike Bhután 20 körzetének. A fővárosa Mongar . 

## Földrajz
Az ország keleti részén található.

## Gewog-ok
- Balam Gewog
- Chaskhar Gewog
- Chhali Gewog
- Drametse Gewog
- Drepung Gewog
- Gongdue Gewog
- Jurmey Gewog
- Kengkhar Gewog
- Mongar Gewog
- Ngatshang Gewog
- Saleng ggwog
- Sherimung Gewog
- Silambi Gewog
- Thangrong Gewog
- Tsakaling Gewog
- Tsamang Gewog